# 5494 Johanmohr
Az 5494 Johanmohr (ideiglenes jelöléssel 1933 UM1) a Naprendszer kisbolygóövében található aszteroida. Karl Wilhelm Reinmuth fedezte fel 1933. október 19-én.